# MU-90 (торпеда)
MU90/IMPACT — усовершенствованная лёгкая противолодочная торпеда, стоящая на вооружении ВМС Германии, Франции, Италии, Дании, Австралии и Польши. Разработана в качестве замены американской торпеды Mk46. Существует специальный вариант MU90 Hard Kill для противоторпедной обороны. Позиционируется как альтернатива различным модификациям Mk46 — Mk50 и Mk54. Производится консорциумом европейских компаний EuroTorp.
MU90 является результатом двух независимых проектов, проводимых во Франции и Италии с 1980-х годов. Во Франции под руководством компании Thomson Sintra в 1989 году была создана торпеда «Мурена» (Murène), а в Италии компания Whitehead начала работу над торпедой A290 взамен находившейся на вооружении A244. В 1990 году начались попытки объединить оба проекта, и в 1993 году возник концерн EuroTorp.

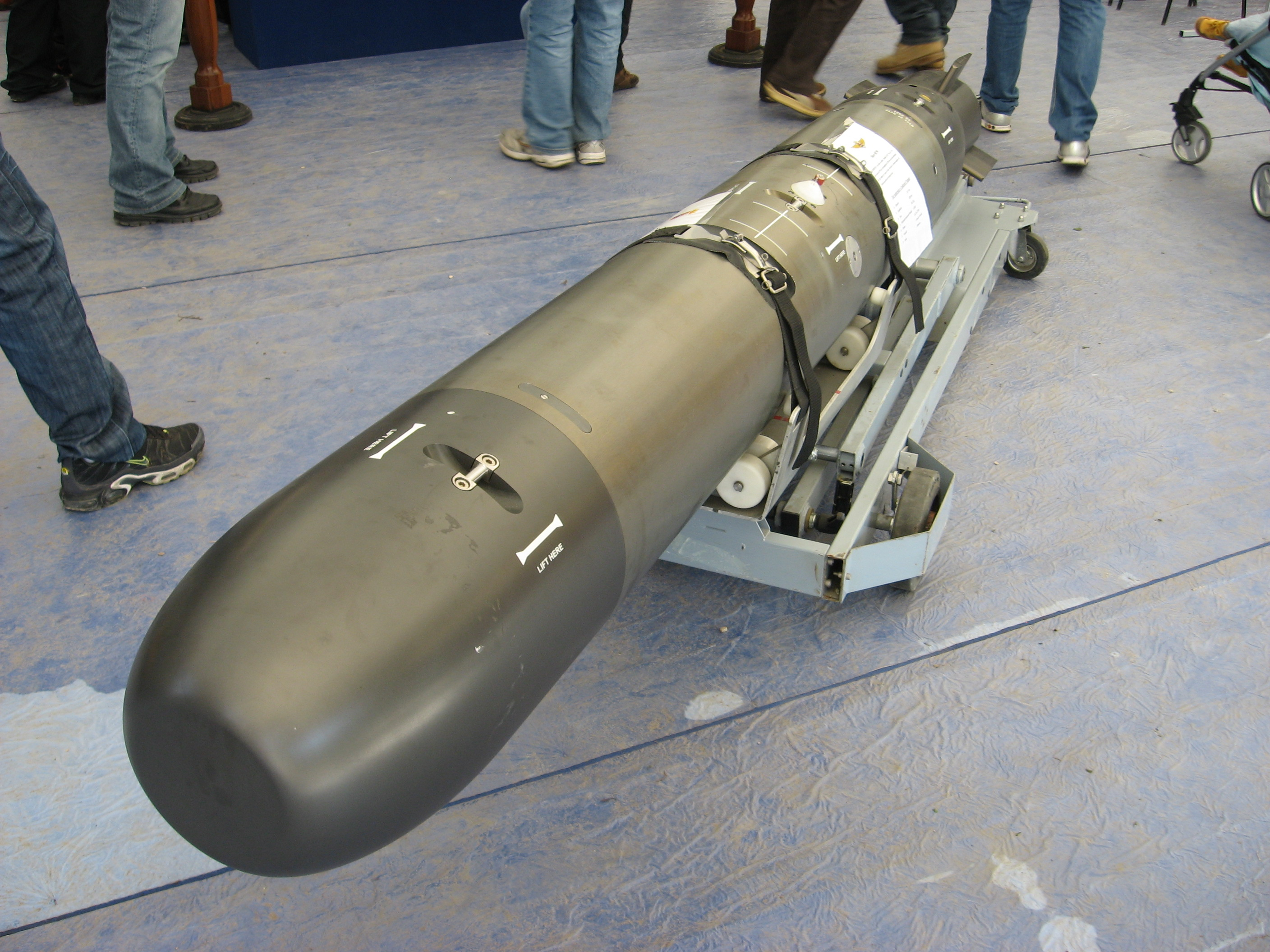
MU90, вид спереди
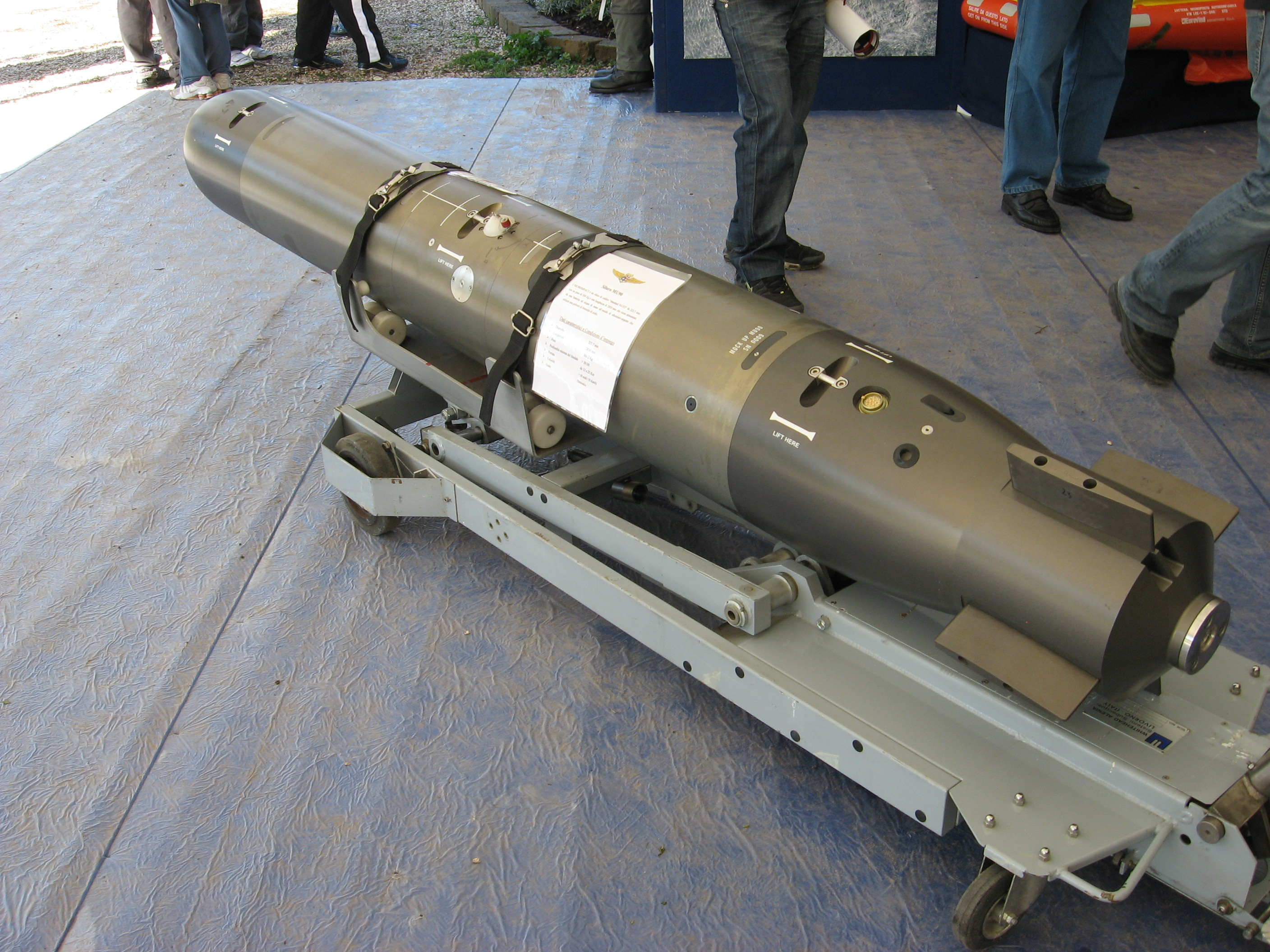
MU90, вид сзади
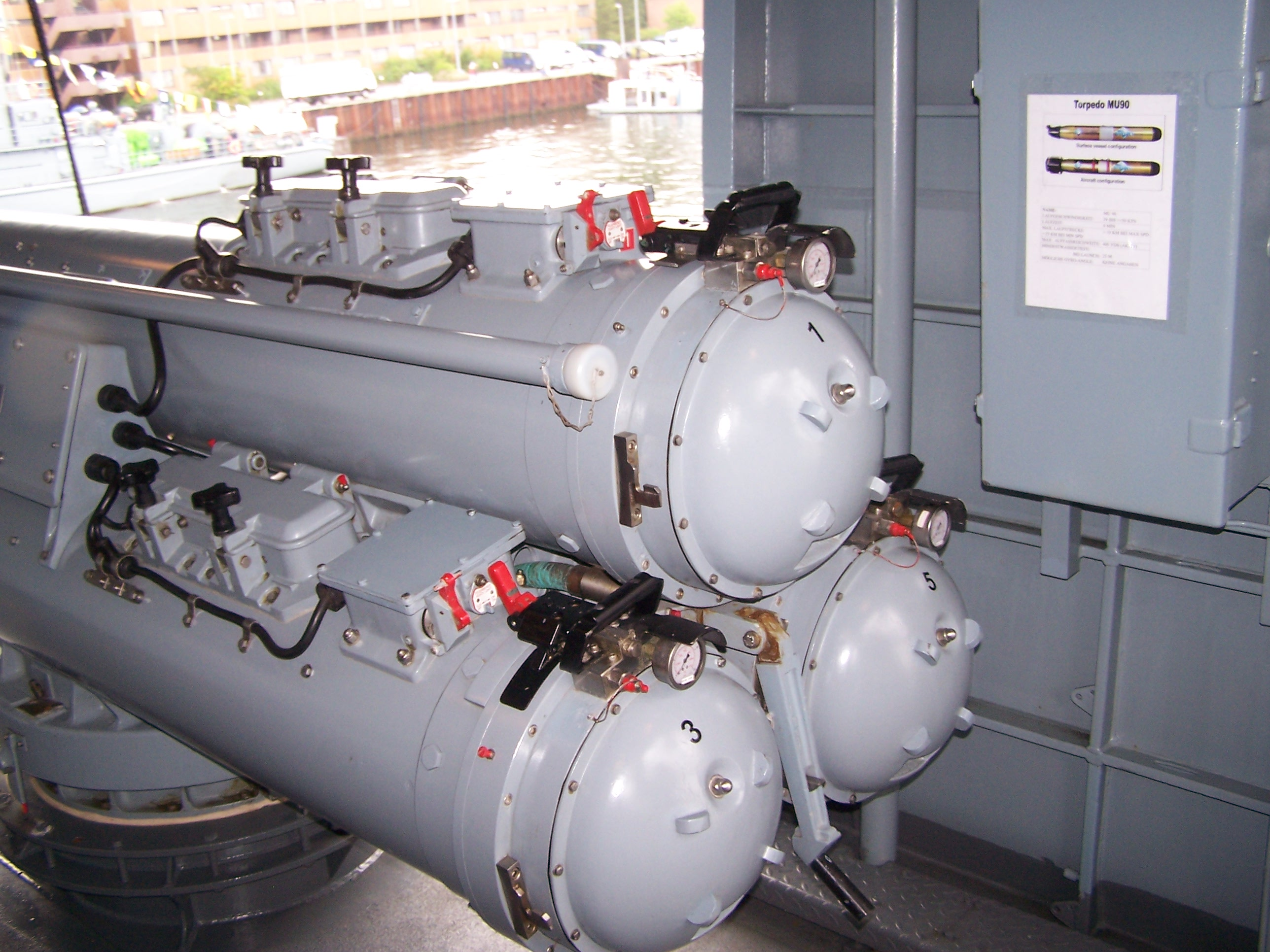
Торпедный аппарат для MU90 на борту немецкого фрегата F221 Гессен